# Yui Ichikawa
Yui Ichikawa (Japans: 市川由衣, Ichikawa Yui) (Tokio, 10 februari 1986) is een Japans actrice en model.
Yui werd in Tokio geboren op 10 februari 1986. Ze is 158 centimeter en is vooral bekend in Japanse drama's. Ze acteert in drama's sinds 2002 en in films sinds 2003. Verder is ze ook model.

## Filmografie

### Televisieseries
- Kiri no Hi (2008)
- H2 (2005)
- Hotman 2 (2004)
- Wonderful Life (2004)
- Taiho shichauzo (2002)

### Films
- 2006:Sairen
- 2005:Sukûru deizu
- 2005:About Love
- 2004:Zebraman
- 2003:Ju-on: The Grudge 2
- 2003:Ju-on: The Grudge

- Bibliothèque nationale de France: cb155948880 (data)
- International Standard Name Identifier: 0000 0000 7850 5042
- Library of Congress Control Number: no2010016662
- MusicBrainz: 3db07e46-fa96-4411-b1e0-da04309e36f8
- Système universitaire de documentation: 143870394
- Virtual International Authority File: 106935744
- WorldCat: E39PBJfmmK7MTBVMGDByTJbyBP